# Уразовка (Нижньогородська область)
Уразовка (рос. Уразовка) — село, районний центр Краснооктябрського району Нижньогородської області Російської Федерації.
Населення становить 1626 осіб. Входить до складу муніципального утворення Краснооктябрський округ.

## Історія
До травня 2022 року входило до складу муніципального утворення Уразовська сільрада.

## Населення
| 1959 | 1970  | 1979  | 1989  | 2002  | 2010  |
| ---- | ----- | ----- | ----- | ----- | ----- |
| 1796 | ↗1900 | ↗2249 | ↗2303 | ↘1916 | ↘1626 |